# Papa Sixt al II-lea
Papa Sixt al II-lea (n. 215 d.Hr., Grecia – d. 6 august 258 d.Hr., Roma, Imperiul Roman), a fost al 25-lea Papă al Bisericii catolice care, împreună cu cea ortodoxă, îl venerează ca sfânt. Pontificatul său a durat cca. 12 luni, din 31 august 257 până la 10 august 258.

## Origine
Originea acestui papă este necunoscută. Conform datelor din "Liber Pontificalis", Papa Sixt al II-lea era  grec de origine. Istoricii sunt de părere că această informație  este foarte probabil eronată. Ea provine de la convingerea (falsă, dealtfel) că acest papă nu ar fi nimeni altul decât filosoful grec, autorul așa-ziselor "Fraze" ale lui Sixt. Papa Sixt al II-lea a urmat papei Ștefan I la 31 august 257.

## Reconcilierea
Pe timpul pontificatului papei Ștefan I s-a creat o dispută aprinsă între Biserica Romei și Bisericile din Africa și din Asia pe tema botezului administrat ereticilor care voiau să revină în sânul Bisericii. Acest diferend teologic avea potențialul unei separații ecleziastice definitiv. Meritul papei Sixt al II-lea, pe care Ponțian (în „Vita Cypriani”, cap. XIV) îl definește ca fiind un „preot blând și pacific” („bonus et pacificus sacerdos”) este că a readus pacea și buna înțelegere în ambientul creștin, restabilind bunele relații cu restul bisericilor creștine. Papa Sixt al II-lea a făcut această reconciliere cu blândețe dar a și continuat să refuze practica de a-i reboteza pe eretici; la reprimirea în biserica creștină, ereticii reconvertiți erau numai unși cu crismă.

## Persecuțiile
Cu puțin timp înainte de alegerea lui Papa Sixt al II-lea, împăratul Valerian a publicat primul său edict de prigonire a creștinilor (prin acest edict, creștinii erau obligați să ia parte la cultul național al zeilor păgâni și le interzicea să se mai adune în cimitire, amenințând cu exilul sau chiar cu moartea pe oricine nu s-ar fi supus poruncii). Chiar și în aceste condiții Papa Sixt al II-lea a reușit să ducă la îndeplinire datoriile sale de păstor al creștinilor – pare-se, fără să aibă de îndurat interferențe din partea celor care trebuiau să vegheze la împlinirea edictului imperial. Însă, în primele zile din luna august, 258, împăratul Valerian a publicat al doilea edict de prigonire  a creștinilor, mult mai crud; conținutul acestui edict este azi cunoscut grație unei scrisori a sfântului Ciprian de Cartagina, scrisoare adresată lui Succesius, episcopul de Abbir Germaniciana (Epistole l XXX).

## Martiriul
Sfântul Ciprian începe astfel: "Împăratul Valerian a expediat senatului rescriptul său cu care a hotărât ca episcopii, preoții și diaconii să fie imediat trimiși la moarte... " („episcopi et presbyteri et diacones incontinenti animadvertantur"). Papa Sixt al II-lea a fost printre primele victime ale acestui edict ("Xystum in cimiterio animadversum sciatis VIII. id. Augusti et cum eo diacones quattuor"- sf. Ciprian, Epistole, l, XXX). Privitor la aceasta Ciprian continuă: "Vă aduc la cunoștință că Sixt a îndurat martiriul împreună cu patru diaconi la 6 august, pe când se afla în zona cimitirului. Autoritățile Romei au ca regulă ca toți cei care sunt denunțați ca fiind creștini, trebuie să fie condamnați la moarte și bunurile lor confiscate în beneficiul trezoreriei imperiale ."
Ca să evite vigilența autorităților imperiale, pe 6 august papa Sixt al II-lea a reunit  credincioșii într-unul din cimitirele mai puțin cunoscute, zis al lui Prætextatus, pe partea stângă a viei Apia, foarte aproape de acela al papei Calixt. Chiar în momentul când se pregătea să vorbească celor prezenți, Papa Sixt al II-lea a fost arestat de un grup de militari. Nu se știe precis dacă a fost decapitat imediat (pe loc) sau a fost adus întâi înaintea unui tribunal, pentru a fi judecat și condamnat iar ulterior readus la cimitir pentru executarea sentinței. Istoricii consideră că ultima ipoteză este mai probabilă decât decapitarea pe loc. Diaconii Ianuarius, Vincențiu, Magnus (Mare) și Ștefan au fost arestați și decapitați împreună cu papa Sixt al II-lea în același cimitir.
Inscripția pe care papa Damasus I (366-384) a dispus să fie pusă pe mormântul din cimitirul „San Callisto” poate fi interpretată în două feluri.
Întâlnirea dintre papa Sixt al II-lea și Sfântul Laurențiu (în timp ce Sixt era condus la martiriu), menționată în „Actele Sf. Laurențiu” (Acta s. Laurentii), de  Sfântul Ambrozie și de poetul Prudențius, este pur legendară (consideră istorici). Cât privește expresia „Jam Xystus adfixus crucis”, întâlnită în Prudențius (și care a fost interpretată ca fiind martiriu prin răstignire), istoricii (cum ar fi Duchesne și Allard) cred că vrea să numească martiriul în general. 
Rămășițele pământești ale papei Sixt al II-lea au fost depuse în cripta papilor din cimitirul sf. Calixt. Alături de mormânt a fost plasat și scaunul folosit de el la ultima celebrare liturgică și pe care a fost decapitat; acest scaun este marcat de sângele său. Pe locul din cimitirul sf. Prætextatus, unde a fost martirizat Papa Sixt al II-lea a fost construit un oratoriu („Oratorium Xysti”), care mai era încă vizitat de pelerini în secolele VII și VIII. Papa Pascal I a mutat acest „Oratorium Xysti”  în capela „Juxta Ferrata” de la Vatican dedicată lui Papa Sixt al II-lea și lui Fabian.
După 4 zile (pe 10 august) a îndurat martiriul și ultimul diacon din Roma: arhidiaconul Laurențiu. Toți acești martiri sunt venerați atât de Biserica Catolică cât și de Biserica Ortodoxă.

## Martirologiul Roman
- 6 august: la Roma, pe Via Appia, în cimitirul sfântului Calixt, martiriul fericitului Sixt al II-lea, papă și martir, care, în timpul persecuției lui Valerian, a fost ucis cu sabia, a primit coroana martiriului.

## Reprezentarea artistică
Rafael a realizat în anul 1513 pictura Madonna Sixtină, în care în prim plan apare sfântul papă Sixtus al II-lea.